# Equip Unificat

L'Equip Unificat usà la bandera olímpica en lloc de la seva bandera nacional.

Equip Unificat fou el nom usat pels equips esportius de les antigues repúbliques de la Unió Soviètica (exceptuant els Estats bàltics) en els Jocs Olímpics d'hivern d'Albertville i en els Jocs Olímpics de Barcelona. El nom oficial en francès fou Équipe Unifiée i el codi del COI per a identificar els seus atletes, EUN. També s'usà per a designar a aquest equip les sigles CEI (Comunitat d'Estats Independents).

## Història
Durant els Jocs Olímpics d'Hivern s'usà la bandera olímpica a la cerimònia d'obertura i a les cerimònies d'entrega de medalles, sonant l'himne olímpic quan un esportista de l'Equip Unificat aconseguia una medalla d'or. Això es repetí en los Jocs Olímpics d'estiu excepte amb els esportistes individuals, on malgrat competir amb el mateix uniforme, s'hissava la bandera del seu país d'origen si guanyaven una medalla i sonava el seu himne quan assolien la d'or.
L'equip estava format per atletes de tots els Estats postsoviètics exceptuant els Estats bàltics:
| País         | Codi COI (1994–) | Jocs d'Hivern | Jocs d'Estiu |
| ------------ | ---------------- | ------------- | ------------ |
| Armènia      | ARM              | X             | X            |
| Azerbaidjan  | AZE              |               | X            |
| Belarús      | BLR              | X             | X            |
| Geòrgia      | GEO              |               | X            |
| Kazakhstan   | KAZ              | X             | X            |
| Kirguizstan  | KGZ              |               | X            |
| Moldàvia     | MDA              |               | X            |
| Rússia       | RUS              | X             | X            |
| Tadjikistan  | TJK              |               | X            |
| Turkmenistan | TKM              |               | X            |
| Ucraïna      | UKR              | X             | X            |
| Uzbekistan   | UZB              | X             | X            |

En els posteriors Jocs Olímpics els diversos països competiren independentment.

## Equip Unificat a Albertville'92
L'equip unificat en els Jocs Olímpics d'hivern d'Albertville estava format per atletes de sis dels quinze Estats postsoviètics. Aconseguiren 23 medalles i acabaren segons en el medaller rere Alemanya.

### Medalles
|                  | Or | Argent | Bronze | Total |
| Albertville 1992 | 9  | 6      | 8      | 23    |

## Equip Unificat a Barcelona'92
L'equip unificat en els Jocs Olímpics de Barcelona 1992 estava format per atletes de dotze dels quinze Estats postsoviètics. Aconseguiren 112 medalles i acabaren primers en el medaller.

### Medalles
|                | Or | Argent | Bronze | Total |
| Barcelona 1992 | 45 | 38     | 29     | 112   |